# Elektrische capaciteit

Principe van elektrische capaciteit

Elektrische capaciteit is de elektrische eigenschap van een geleider om elektrische lading op te kunnen slaan, zoals in een condensator of accu. 
Capaciteit wordt uitgedrukt in farad. Dat is vaak een erg grote eenheid en daarom zijn bij zwakstroomelektronica daarvan afgeleide eenheden gangbaar: millifarad (mF), microfarad (μF), nanofarad (nF) en picofarad (pF). 

## Condensator
Een condensator, die uit twee geleiders bestaat met lading {\displaystyle +Q} en {\displaystyle -Q}, waarover een potentiaalverschil {\displaystyle U} staat, heeft een capaciteit
{\displaystyle C={\frac {Q}{U}}}
met daarin:
{\displaystyle C} elektrische capaciteit in farad (F)
{\displaystyle Q} elektrische lading in coulomb (C)
{\displaystyle U} elektrische spanning/potentiaal in volt (V)

### Arbeid
De arbeid {\displaystyle W}die nodig is om een condensator met capaciteit {\displaystyle C} op te laden tot een spanning {\displaystyle U}, is
{\displaystyle W={\tfrac {1}{2}}CU^{2}}
Deze arbeid is gelijk aan de energie die in de condensator wordt opgeslagen.

### Geometrie
De capaciteit van een condensator is afhankelijk van de vorm ervan en van de elektrische eigenschappen van het diëlektricum. De capaciteit neemt toe met de oppervlakte van de geleiders en af met de afstand daartussen.

### Vlakke condensator
Een condensator, die uit twee vlakke platen bestaat met oppervlakte {\displaystyle A} op een onderlinge afstand {\displaystyle d} en gescheiden door een vacuüm heeft, verondersteld dat de randeffecten worden verwaarloosd, een capaciteit 
{\displaystyle C=\varepsilon _{0}{\frac {A}{d}}} (farad)
Hierin is 
{\displaystyle \varepsilon _{0}=8,\!85419\cdot 10^{-12}\ \mathrm {F/m} }
de elektrische veldconstante. {\displaystyle C} wordt in farad geschreven, {\displaystyle A} in m2 en {\displaystyle d} in m.
Het volume is {\displaystyle V=A\cdot d} zodat de energiedichtheid {\displaystyle u} gegeven wordt door:
{\displaystyle u={\frac {W}{V}}={\tfrac {1}{2}}{\frac {CU^{2}}{V}}={\tfrac {1}{2}}\varepsilon _{0}{\frac {A}{d}}{\frac {1}{Ad}}U^{2}={\tfrac {1}{2}}\varepsilon _{0}\left({\frac {U}{d}}\right)^{2}={\tfrac {1}{2}}\varepsilon _{0}E^{2}},
met {\displaystyle E={\frac {U}{d}}} de elektrische veldsterkte tussen de platen.

### Bolvormige condensator
De capaciteit van een condensator bestaande uit twee concentrische sferen met stralen {\displaystyle r_{a}} en {\displaystyle r_{b}} wordt gegeven door
{\displaystyle C=4\pi \varepsilon _{0}\cdot {\frac {r_{a}r_{b}}{r_{b}-r_{a}}}}

### Cilindervormige condensator
De capaciteit van een condensator bestaande uit twee concentrische cilinders met stralen {\displaystyle r_{a}} en {\displaystyle r_{b}}, en lengte {\displaystyle l} wordt gegeven door
{\displaystyle C={\frac {2\pi \varepsilon _{0}}{\ln({\frac {r_{b}}{r_{a}}})}}\cdot l}

## Diëlektricum
Wanneer er tussen de geleiders geen vacuüm is, moet in de formules de constante {\displaystyle \varepsilon _{0}} vervangen worden door {\displaystyle \varepsilon _{r}\varepsilon _{0}}, waarin {\displaystyle \varepsilon _{r}} de relatieve diëlektrische constante is van het diëlektricum. Deze dimensieloze grootheid is voor alle materialen groter dan 1. Bij eenzelfde geometrie resulteert de aanwezigheid van een diëlektricum tussen de geleiders dus in een grotere capaciteit. Voor vacuüm geldt {\displaystyle \varepsilon _{r}=1}.

## Eigen capaciteit van geleider
Onderscheiden moeten worden de eigen capaciteit van een geleidend object en de capaciteit ten opzichte van een andere geleider. Een geïsoleerd opgestelde geleider kan lading opnemen. Daarbij verandert de potentiaal van de geleider. Hoe meer lading toegevoegd moet worden voor dezelfde toename van de potentiaal, hoe groter de capaciteit. De toegevoegde lading {\displaystyle \Delta q} is recht evenredig met de toename {\displaystyle \Delta U} van de potentiaal, met de capaciteit {\displaystyle C} als evenredigheidsconstante:
{\displaystyle C={\frac {\Delta q}{\Delta U}}}